# Tratatul de instituire a unei Constituții pentru Europa
Pe 18 iulie 2003, proiectul final al tratatului constituțional (oficial Tratat de instituire a unei Constituții pentru Europa) pentru Uniunea Europeană a fost publicat în Praesidiumul Convenției pentru Viitorul Europei.
Tratatul care instituie Constituția Europeană (TCE), în mod obișnuit denumit Constituția Europeană, este un tratat internațional care are ca scop crearea unei Constituții pentru Uniunea Europeană. Acest Tratat a fost semnat în 2004 de către reprezentanți ai Statelor Membre, dar două dintre acestea l-au respins ulterior prin referendum. Principalele sale scopuri au fost înlocuirea suprapunerilor existente în actualele tratate (vezi Tratatele Uniunii Europene) care alcătuiesc actuala "constituție" a Uniunii, să dea o formulă comprehensivă drepturilor omului pe teritoriul UE, și să fluentizeze procesul de luare a deciziilor în actuala organizație de 25 de State Membre.
TCE a fost semnat de către reprezentanți ai Statelor Membre pe 29 octombrie 2004, și a fost supus procesului de ratificare de către Statele Membre până când, în 2005, votanții francezi (29 Mai) și olandezi (1 Iunie) l-au respins în cursul referendumurilor. Eșecul înregistrat de constituție în a câștiga sprijinul popular în aceste două țări a făcut ca și alte țări să amâne sau să oprească procedura de ratificare, iar actualmente viitorul Constituției este foarte incert. Dacă ar fi fost ratificat, Tratatul ar fi intrat în vigoare pe 1 noiembrie 2006. Începând din Mai 2006 Tratatul Constituției Europene este ratificat în următoarele țări: Austria, Belgia, Cipru, Estonia, Germania, Grecia, Ungaria, Italia, Letonia, Lituania, Luxemburg, Malta, Slovacia, Slovenia și Spania.
Obiectivele proiectului de constituție sunt, în principal, cel de a simplifica seriile de Tratate și Protocoale ce dau în prezent constituția legală a Europei, și cel de a spori funcționarea viitoarei Uniuni când 10 până la 12 țări din Europa de Est se vor alătura celor 15 state membre pe 1 mai 2004 respectiv 1 ianuarie 2007.
Tratatul acorda personalitate juridică UE în dreptul internațional (fiind subiect de drept internațional), în dreptul comunitar și în dreptul intern al statelor membre. Instituțiile UE vor fi conform Constituției Europene: Parlamentul European, Consiliul European, Consiliul, Comisia Europeană și Curtea de Justiție a Uniunii Europene. De asemenea prevede și izvoarele dreptului comunitar: legea europeană (înlocuiește regulamentul), legea-cadru (înlocuiește directiva), regulamentul - act non-legislativ edictat pentru aplicarea unor acte sau prevedri specifice Constituției, decizia, recomandarea și avizul. Tratatul va înlocui Tratatul de la Roma instituind Comunitatea Europeană, Tratatul de la Maastricht asupra Uniunii Europene și tratatele care le amendează pe acestea. Tratatul Euroatom rămâne în vigoare.
Carta drepturilor fundamentale ale UE este introdusă în tratat; se deschide astfel posibilitatea aderării UE la CEDO. Noul tratat prevede posibilitatea dezvoltării apărării europene și introduce o clauză de solidaritate a UE în fața unui atac extern. Înființează un Parchet European competent în lupta contra fraudelor, dar și împotriva criminalității grave.
| Semnat A intrat în vigoare Document | 1948 Tratatul de la Bruxelles                                   | 1951 1952 Tratatul de la Paris | 1954 1955 Tratatul de la Bruxelles modificat          | 1957 1958 Tratatele de la Roma                        | 1965 1967 Tratatul de fuziune                         | 1975 N/A Concluziile Consiliului European                          | 1985 Acordul de la Schengen                                        | 1986 1987 Actul unic european                                      | 1992 1993 Tratatul de la Maastricht                                | 1992 1993 Tratatul de la Maastricht | 1997 1999 Tratatul de la Amsterdam | 2001 2003 Tratatul de la Nisa | 2007 2009 Tratatul de la Lisabona | 2007 2009 Tratatul de la Lisabona |  |  |  |  |  |  |  |  |
|                                     |                                                                 |                                |                                                       |                                                       |                                                       |                                                                    |                                                                    |                                                                    |                                                                    |                                     |                                    |                               |                                   |                                   |  |  |  |  |  |  |  |  |
| Cei trei piloni ai Uniunii Europene |                                                                 |                                |                                                       |                                                       |                                                       |                                                                    |                                                                    |                                                                    |                                                                    |                                     |                                    |                               |                                   |                                   |  |  |  |  |  |  |  |  |
| Comunitățile Europene:              |                                                                 |                                |                                                       |                                                       |                                                       |                                                                    |                                                                    |                                                                    |                                                                    |                                     |                                    |                               |                                   |                                   |  |  |  |  |  |  |  |  |
|                                     | Comunitatea Europeană a Energiei Atomice (EURATOM)              |                                |                                                       |                                                       |                                                       |                                                                    |                                                                    |                                                                    |                                                                    |                                     |                                    |                               |                                   |                                   |  |  |  |  |  |  |  |  |
|                                     |                                                                 |                                | Comunitatea Europeană a Cărbunelui și Oțelului (CECO) | Comunitatea Europeană a Cărbunelui și Oțelului (CECO) | Comunitatea Europeană a Cărbunelui și Oțelului (CECO) | Comunitatea Europeană a Cărbunelui și Oțelului (CECO)              | Tratatul a expirat în 2002                                         | Tratatul a expirat în 2002                                         | Tratatul a expirat în 2002                                         |                                     | Uniunea Europeană (UE)             | Uniunea Europeană (UE)        |                                   |                                   |  |  |  |  |  |  |  |  |
|                                     |                                                                 |                                | Comunitatea Economică Europeană (CEE)                 |                                                       |                                                       |                                                                    |                                                                    |                                                                    |                                                                    |                                     | Uniunea Europeană (UE)             | Uniunea Europeană (UE)        |                                   |                                   |  |  |  |  |  |  |  |  |
|                                     |                                                                 |                                |                                                       | Regulile Schengen                                     |                                                       |                                                                    | Comunitatea Europeană (EC)                                         | Comunitatea Europeană (EC)                                         |                                                                    |                                     | Uniunea Europeană (UE)             | Uniunea Europeană (UE)        |                                   |                                   |  |  |  |  |  |  |  |  |
|                                     |                                                                 | TREVI                          | TREVI                                                 | TREVI                                                 | Justiție și afaceri interne (JHA)                     |                                                                    | Comunitatea Europeană (EC)                                         | Comunitatea Europeană (EC)                                         |                                                                    |                                     | Uniunea Europeană (UE)             | Uniunea Europeană (UE)        |                                   |                                   |  |  |  |  |  |  |  |  |
|                                     | Cooperarea polițienească și judiciară în materie penală (CPJMP) | TREVI                          | TREVI                                                 | TREVI                                                 | Justiție și afaceri interne (JHA)                     |                                                                    |                                                                    |                                                                    |                                                                    |                                     | Uniunea Europeană (UE)             | Uniunea Europeană (UE)        |                                   |                                   |  |  |  |  |  |  |  |  |
|                                     |                                                                 |                                |                                                       |                                                       | Cooperarea Politică Europeană (EPC)                   | Politica externă și de securitate comună a Uniunii Europene (PESC) | Politica externă și de securitate comună a Uniunii Europene (PESC) | Politica externă și de securitate comună a Uniunii Europene (PESC) | Politica externă și de securitate comună a Uniunii Europene (PESC) |                                     | Uniunea Europeană (UE)             | Uniunea Europeană (UE)        |                                   |                                   |  |  |  |  |  |  |  |  |
| Instituții neconsolidate            | Instituții neconsolidate                                        | Uniunea Vest-Europeană (UVE)   | Uniunea Vest-Europeană (UVE)                          | Uniunea Vest-Europeană (UVE)                          | Uniunea Vest-Europeană (UVE)                          | Uniunea Vest-Europeană (UVE)                                       | Uniunea Vest-Europeană (UVE)                                       |                                                                    |                                                                    |                                     |                                    | Uniunea Europeană (UE)        |                                   |                                   |  |  |  |  |  |  |  |  |
| Instituții neconsolidate            | Instituții neconsolidate                                        | Uniunea Vest-Europeană (UVE)   | Uniunea Vest-Europeană (UVE)                          | Uniunea Vest-Europeană (UVE)                          | Uniunea Vest-Europeană (UVE)                          | Uniunea Vest-Europeană (UVE)                                       | Uniunea Vest-Europeană (UVE)                                       | Tratatul a expirat în 2011                                         |                                                                    |                                     |                                    |                               |                                   |                                   |  |  |  |  |  |  |  |  |
|                                     |                                                                 |                                |                                                       |                                                       |                                                       |                                                                    |                                                                    |                                                                    |                                                                    |                                     |                                    | v • d • m                     |                                   |                                   |  |  |  |  |  |  |  |  |